# VII. Ince pápa
VII. Ince (Sulmona, 1336 – Róma, 1406. november 6.) uralkodói néven lépett fel a katolikus egyház Rómában székelő trónjára a történelem 204. pápája. A nagy nyugati egyházszakadás harmadik római egyházfője volt, akinek pontifikátusa legalább annyira gyenge lábakon állt, mint az ellene Avignonban fellépő XIII. Benedeké. Ince hatalmának bázisát a francia hegemóniával szembenálló keresztény államok adták, és rájuk támaszkodva tudta megerősíteni hivatalát. Rövid uralkodása során a kettészakadt egyház újraegyesítése mindig napirenden volt, de a skizma felszámolása már nem csak a két szembenálló pápa ügye volt. Ince és Benedek kapcsolatát nagyban befolyásolták a mögöttük álló hatalmak politikai érdekei. Éppen ezért Ince Nápoly hatására elhalasztotta a békítő zsinat összehívását.

## Élete és pályája a trón előtt
1336 körül született az Abruzzo tartományban fekvő Sulmona városában Cosimo Gentile de’Migliorati néven. A vidéki kisváros egyik szerény hajléka adott otthont gyermekéveinek, azonban már igen fiatalon elhatározta, hogy egyházi pályára lép. Ebben szülei is támogatták, hiszen a szegényebb sorból akkoriban ez jelentette a legbiztosabb felemelkedést. Cosimo ígéretes tehetségnek tűnt, így hamarosan átvállalták neveltetését. Először Perugiában, majd Padovában tanult, és később, már tanárai támogatásával került Bolognába, a híres jogi karra. Polgári- és kánonjogot is tanult, méghozzá a kor legjelesebb jogi doktorától, Lignanótól. Tanulmányainak befejeztével visszatért Perugiába és Padovába tanítani. A katedráról korábbi tanítómestere, Lignano hívta el, aki akkoriban a kettészakadó pápai kúriába indult, hogy VI. Orbán pápa hivatalnoki rendszerében állást kapjon. Lignano ajánlására Orbán a legnagyobb tisztelettel fogadta Cosimót, aki hamar a pápa szívébe lopta magát. Röviddel Rómába érkezése után Orbán Angliába küldte tíz évre, hogy ő felügyelje a pápai jövedelmek beszedését. A hosszú távollét megtanította Cosimót a tárgyalásra, és közelebb vitte őt a politikához. III. Eduárd udvarában gyakori vendég volt, és John Wycliffe-t is ismerte. A távolság miatt csak később értesült az egyházszakadásról, és VII. Kelemen megválasztásáról, ugyanúgy mint Orbán bíborosainak 1385-ös összeesküvéséről. A pápa ekkor a második garnitúra bíborosi kollégiumot bocsátotta el, és az újabb kinevezésekhez tapasztalt bíborosokra volt szüksége. Ekkor hívatta vissza Rómába Cosimót is, akit 1386-ban bolognai püspökké nevezett ki, majd 1387. december 5-én Ravenna érsekének szentelte fel, amelyet egészen 1400. szeptember 15-éig megtartott. Orbán halála után a pápai trónra lépő IX. Bonifác 1389-ben a római Santa Croce in Gerusalemme-templom bíborosává nevezte ki, majd 1390-ben Lombardiába és Toszkánába küldte különböző diplomáciai megbízatásokkal.
1404. október 1-jén meghalt Bonifác, és újra pápaválasztásra gyűlt össze az itáliai bíborosi kar. Az egyházszakadás azonban egyre nagyobb terhet rótt annak külső megítélése szempontjából az egyházra, és a pápai kincstárra is, így a választásra összegyűlt kardinálisok meghívták XIII. Benedek követeit is. Mielőtt a konklávé szabályai szerint a bíborosok bezárkóztak volna a Vatikánba, megkérdezték a követeket, hogy Benedek vajon hajlandó lenne-e lemondani trónjáról, ha utána az összeülő bíborosok egységesen választanának pápát. Azonban az avignoni pápa legátusai kifejtették, hogy Benedek sosem fog lemondani trónjáról, hiszen azt törvényes körülmények között szerezte meg. Így a római bíborosok bezárkóztak a konklávéra, és a választás előtt megegyeztek abban, hogy a skizma felszámolása érdekében hajlandóak lesznek lemondani a pápai trónról. Ezek után a nyolctagú testület egyöntetűen a tapasztalt és tudása miatt is tisztelt Cosmio bíborost választotta meg egyházfőnek 1404. október 17-én, aki felvette a VII. Ince nevet.

## Pontifikátus háború és béke között
Ince nem számíthatott baráti fogadtatásra, hiszen a Rómában újra fellángoló ghibellin és a guelf csatározások nyomán a franciapártiak kerültek túlsúlyba, így amikor a pápaválasztás eredménye kitudódott, Róma fellázadt Ince ellen. A rövid felkelés a szomszédos Nápoly trónjáért harcoló László számára éppen kapóra jött, hogy segítségével megnyerje a római egyházfőt. László serege pár nap alatt az örök városba ért, és letörte a lázadást. Ince így elfoglalhatta trónját november 11-én, közel egy hónappal választása után. Lászlónak azonban nem volt teljesen önzetlen a segítsége, és Ince hatalmának támogatásáért cserébe az Anjou trónkövetelő a pápa támogatását kérte a nápolyi trón megszerzéséhez. Akkoriban II. Anjou Lajos ült a déli királyság trónján, akit az avignoni XIII. Benedek koronázott meg. Éppen ezért László arra kérte Incét, hogy ne tartsa meg választása előtt tett ígéretét, miszerint a konklávé tagjai mindent megtesznek majd az egyházszakadás felszámolásáért. László ugyanis a békével elveszíthette minden szövetségesét a nápolyi trón megszerzéséhez. A források szerint egyébként maga Ince sem törte magát a szakadás felszámolásáért, hiszen akkor le kellett volna mondani a pápai trónról és az Egyházi Állam feletti uralomról. Pedig a megegyezést egyre több uralkodó is sürgette. VI. Károly, francia király és Rupert német király is követeket küldött a szembenálló egyházfőkhöz, hogy rávegyék őket a szakadást felszámoló egyetemes zsinat összehívására. De mindez eredménytelen maradt.
Ince megválasztása után csak rövid ideig állt helyre a rend, ami nagyban betudható a pápa egy végzetes döntésének is. A korabeli pápák között a nepotizmusnak szinte már hagyománya volt, ezért senkit nem lepett meg, hogy Ince saját unokaöccsét, Ludovico Miglioratit bíborosi rangra emelte. A korábban a milánói udvarban szolgált Ludovico magas méltósága a lehető legrosszabb fényt vetette Ince pontifikátusára. A heves és kifejezetten igazságtalan hírben álló bíboros később igazolta is a kúria félelmeit. 1405 augusztusában a pápai udvarba érkezett néhány Ince-ellenes római nemes, hogy tárgyaljanak az egyházfővel a város irányításáról és a békéről. Az audiencia végeztével Migliorati bíboros úgy döntött, hogy megtámadja a hangos kompániát. A nemesek hazafelé tartottak, amikor csapata rájuk támadt, és sokakat saját házukban, családjuk szeme láttára gyilkoltak le, sőt később a Santo Spirito-ispotályba szállítottakat is kidobatta az ablakon. Az éjszakai rajtaütés során tizenegy nemessel végeztetett Ludovico. Másnapra egész Róma fellázadt. Incének egész pápai udvarával menekülnie kellett, és a hirtelen felbolydult tömeg a pápa kíséretéből harminc embert megölt. A Viterbóba menekülő udvar ismét László segítségére volt utalva, aki nem is tétovázott újra fegyvert fogni Ince hatalmáért. Hamarosan ismét visszatért a béke Róma ősi falai közé, és miután László elismerte a pápa világi uralmát, Ince visszatérhetett az örök városba. De a nápolyi trónért folyamatosan küzdő László többet akart: meg akarta szerezni a Róma és a pápai államok feletti hatalmat. Éppen ezért fegyveres csoportokat küldött a városba, és bujtogatta a nemeseket Ince uralma ellen. A felkelés azonban nem hozta meg László sikerét, ugyanis az Angyalvárban őrködő katonák leverték az általa fűtött lázadást. Ráadásul a trónkövetelő nápolyi is visszavonta csapatait, amikor Ince egyházi átokkal sújtotta őt.
László kísérlete után Ince úgy döntött, hogy megkísérli a kettészakadt nyugati egyház egybeolvasztását, de már a helyszín megválasztásánál megakadt a folyamat. Ince kijelentette, hogy nem fog Avignonba menni, Róma pedig nem biztonságos. Erre Benedek megvádolta Incét, hogy folyton gátat emel a megegyezés útjába. Ebben egyébként a krónikák feljegyzései alapján volt is némi igazság. Végül a vita 1406. november 6-án végleg abbamaradt Ince váratlan halálával, ami mögött sokan gyilkosságot sejtettek.

## Művei
- Documenta Catholica Omnia (latin nyelven). (Hozzáférés: 2011. december 6.)